# 森薫 (音楽家)
森 薫（もり かおる）は、日本の男性歌手、音楽プロデューサー。

## 経歴
1987年
「B'z」の前身ユニットにて、松本孝弘と共にデモテープを制作。
当時から才能豊かな松本孝弘よりアドバイスを受けながら数曲を制作するが、ユニットではなくバンドとしての活動を望んでいたため、世界に羽ばたく夢を追いかける。
松本孝弘とお互いの成功を誓い、脱退。
1990年
俳優の原田芳雄の長男である原田喧太と共にMOON RECORDS→MMG（レコード会社）よりParadise Jam
ギターメーカー ESPが主催する楽器フェアで”オジーオズボーン“のギタリストで世界的に有名なジェイク・ E ・リーとの日米混合バンドにヴォーカリストとして抜擢され、同時期に来日していたDokkenのジョージ・リンチと共にパフォーマンスを披露。
ジェイク・ E・ リーに渡米を勧められる。
その後もMMGと同系列のレコード会社のMR. BIGやウィンガー、Skid Row などとバックステージで交流を深めアメリカを強く意識するようになる。
1992年
ニューヨーク、アポロシアターで勝ち抜き、2週連続出場。
アメリカ人テレビプロデューサー、クレイジーサムにインタビューを受け、Bニューヨークで放映される。
ニューヨークの音楽事務所にスカウトされるが、寒すぎて帰国。
1993年
レベッカの土橋安騎夫、元ECHOESの伊藤浩樹とのバンド「THE REBELS」にリード・ボーカルとして参加。
初の1万人クラスのアリーナツアーを行った。
1994年
広いロサンゼルスを自転車だけで朝から晩まで毎日移動してみようと1ヶ月敢行。
ある日突然ひらめき本格的な渡米を決意。
ロサンゼルスの夕焼けのベニスビーチでトレーニングをするアメリカ人達を見て強く感動し、ウェイトトレーニングを始める。日本に帰国時にはアスリートのような体型になっていた。
この頃、ベンチプレスのMAXは自身の体重の60kg前後であったが10年後には100kg、20年後には120kgを成功できる様になる。
1995年
サンフランシスコに移住。
ロサンゼルスのインディーズ レーベルから「Dance On The Earth」をリリース。
サンフランシスコではホイットニー・ヒューストン、マライア・キャリー等のプロデューサー、ナラダ・マイケル・ウォルデンに出会い、“グローバル・スタンダード”なアーティストに目覚める。
1997年
サンフランシスコより帰国。
帰国後は株式会社リクルートの情報誌リクルート360 とレベッカ、L'Arc～en～CielをSonyで手掛けた、プロデューサー山西昭司とのコラボ によるスーパーボーカルオーデイションを1999年～2001年の三期に渡り、神奈川・横浜エリアでプロデュース。
2007年
DSDフォーマットでレコーディングされたピアノとアコースティックギターだけのボーカルアルバムである、スーパーオーディオ CD「 夜をあなたと～ 」をリリース。
現在の「ハイレゾ」に先駆け、新しい録音フォーマットのDSDでの圧倒的なボーカルパフォーマンスがオーディオ専門雑誌で高く評価される。
2019年～
タイに在住。
アメリカでの経験を生かし舞台を東南アジアに移して『アジアから世界へ!』をテーマに本人はもちろん、新しい歌手も発掘、育成。
国内外の著名なミュージシャンと共に“歌う！プロデューサー”として活動。

## ディスコグラフィ
1. シングル「In the Wind」
2. アルバム『Paradise Jam』
3. アルバム『Paradise Jam 2』
4. アルバム『夜をあなたと～』